# Jan Malát

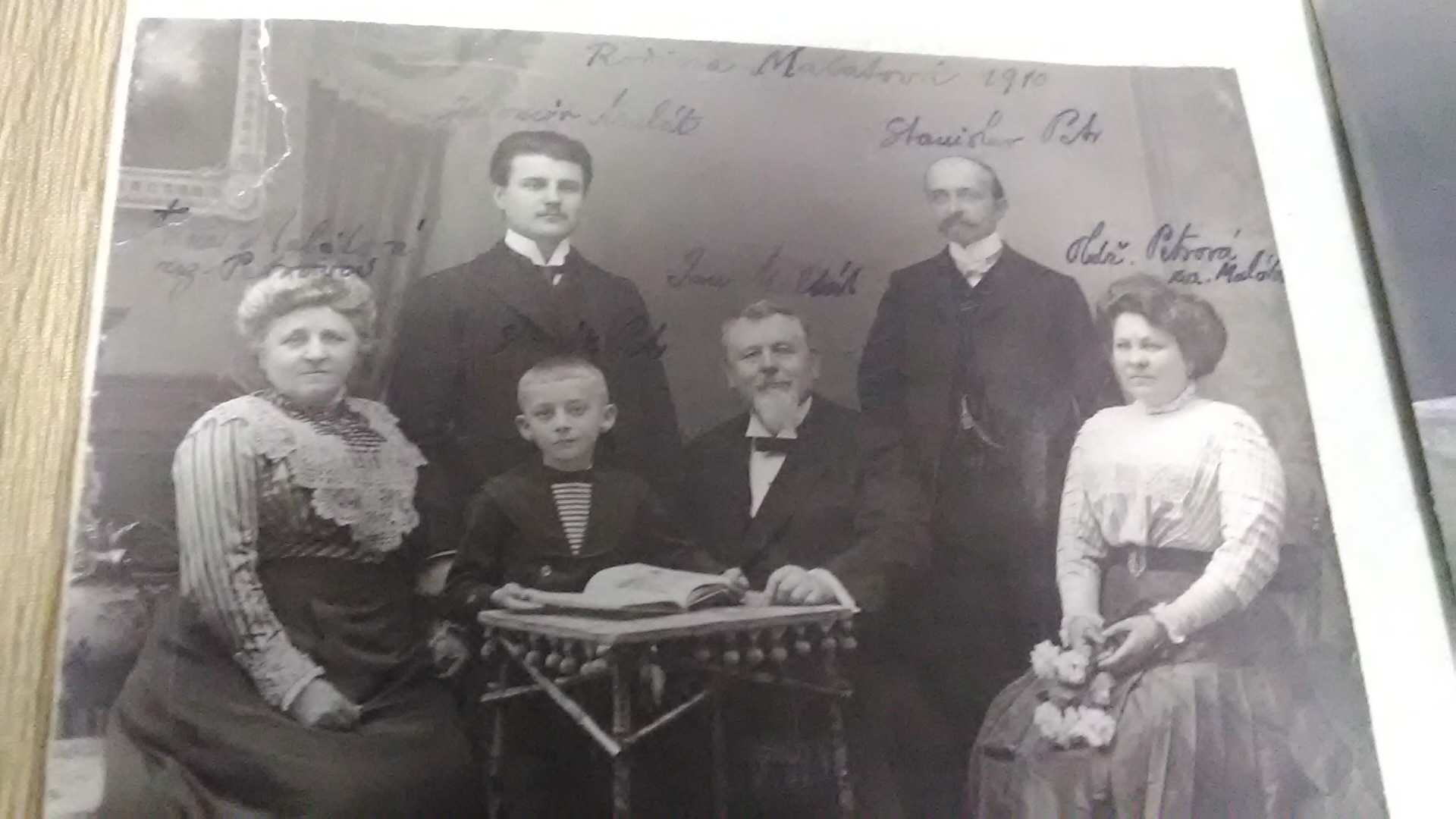

Jan Malát (16. červen 1843 Starý Bydžov – 2. prosinec 1915 Praha) byl hudební skladatel, pedagog a teoretik, sběratel a upravovatel lidových písní.

## Život
Vystudoval varhanní školu v Praze a svou hudební a učitelskou dráhu začínal v Novém Bydžově. Sepsal teoretickou i praktickou školu hry na housle a klavír. Po dokončení varhanické školy v Praze se Jan Malát vrátil zpět na Novobydžovsko. Na Chlapecké hlavní škole v Novém Bydžově učil v letech 1863 až 1866. Zpíval v místním pěveckém spolku, hrál na koncertech na klavír i housle.
„V Novém Bydžově mě měli rádi, vážili si mne jako učitele a hudebníka,“ píše Malát, „a přec jsem koncem ledna 1866 opustil dosavadní místo, abych nastoupil jako definitivní učitel při dívčí hlavní škole v Hořicích.“ Malát po třech letech Nový Bydžov opustil. Téměř desetileté působení v Hořicích bylo plné tvůrčích sil. Jako jedna z prvních skladeb tohoto období byla ouverturu pro malý orchestr. Pro hořické ochotníky píše scénickou hudbu k Tylovým Kutnohorským havířům a dále píše sbory, písně a skladby pro klavír. Po osmi letech v Hořicích se oženil s Aninkou Petrovou. Roku 1876 se Malátovi trvale usadili v Praze na Smíchově.
V roce 1914 obdržel čestné občanství města Hořic.

## Dílo

### Orchestrální skladby
- Ouvertura (1868)
- Maličkosti I. – III. (1884)
- Kvítí z luhů českých (1887)
- Furiant (1888)
- Čtveračiví (1888)
- Mazurka a polka (1890)
- Výstavní pochod (1891)
- Vzpomínka na Prahu (1891)
- Nocturno, Píseň beze slov, Vltavky
- Slavnostní pochod pro Národopisnou výstavu (1895)
- Obkročák (1895)
- Čtverylka (1895)
- Slovanský tanec F-dur (1902)
- Děvy slovanské (1913)

### Scénická díla
- Sedláci u Chlumce (nedokončený pokus z mládí)
- Hra s jesličkami v posvátném čase vánočním (1885)
- U jesliček (1887–1888)
- Hry Matěje Kopeckého (1893–1895)

Jan Malát napsal i několik oper:
- Svatojanská pouť (1896, zničena)
- Slavnost sv. Floriána (jednoaktovka, premiéra v Národním divadle 30. června 1899 pod názvem „Stáňa“)[3]
- Staří blázni, která měla premiéru (pod názvem „Veselé námluvy“) v Městském divadle Královských Vinohradů 12. ledna 1908. K oběma posledním operám napsal libreto Karel Kádner na náměty humoresek Josefa Štolby.[4]
- Rarášek (podle Ladislava Stroupežnického, nedokončeno)

### Pedagogická díla
- Theoreticko-praktická škola na piano (s J. Maškem, 1880–1885)
- Theoreticko-praktická škola pro housle (14 sešitů a 9 sešitů duet)
- Velká theoreticko-praktická škola klavírní (27 sešitů, se Zdeňkem Fibichem)
- Theoreticko-praktická škola na harmonium (1884–1887)
- Theoreticko-praktická škola na flétnu (1888–1889)
- Praktická škola hry na housle (10 sešitů, 1891–1892)
- Nová praktická škola hry na housle (13 sešitů, 1893–1896)
- Zpěvník pro školy obecné a měšťanské I. – VI. (1895)
- Písně pro školu a dům
- Český národní poklad (rozsáhlá sbírka lidových písní s klavírním doprovodem)

Kromě toho je autorem velkého množství písní, sborů a komorních skladeb pro housle, klavír a harmonium.

## Památka
- Po Janu Malátovi byla pojmenována mimo jiné ulice v Praze na Smíchově a v Novém Bydžově.